# Sternarchogiton porcinum
Sternarchogiton porcinum és una espècie de peix pertanyent a la família dels apteronòtids.

## Descripció
- Pot arribar a fer 30 cm de llargària màxima.
- Cos comprimit, en forma de ganivet, amb 4-6 fileres d'escates per damunt de la línia lateral i de color uniformement blanc als flancs i tenyit de rosa a causa dels capil·lars subjacents. La part posterior del cos i el cap són de color marró. Les aletes esdevenen de color marró fosc o negre grisós a les vores.
- El seu cap, comprimit lateralment, presenta un perfil dorsal recte.
- Ulls petits i recoberts per una membrana prima.
- Boca terminal i amb la mandíbula superior més allargada que la inferior.
- Ambdues mandíbules de color blanc.
- No té dents al premaxil·lar.
- No presenta dimorfisme sexual pel que fa a la morfologia cranial.
- Aletes pectorals amples, punxegudes i amb 15-18 radis tous.
- Aleta anal allargada i amb 182-216 radis.
- Cua comprimida, moderadament llarga i acabant en una aleta caudal, la qual conté 14-22 radis.
- Apèndix electroreceptiu semblant a un fuet i localitzat en la meitat posterior del cos.
- Igual que altres apteronòtids, genera un camp elèctric de voltatge feble amb una freqüència de 900 Hz i que serveix per a tasques d'electrolocalització i comunicació.[2][3][4][5]

## Hàbitat
És un peix d'aigua dolça, bentopelàgic i de clima tropical.

## Distribució geogràfica
Es troba a Sud-amèrica: el Perú (els rius Huallaga, Napo i Amazones) i Veneçuela (el riu Orinoco).

## Observacions
És inofensiu per als humans.